# Black Velveteen
«Black Velveteen» es una canción del artista estadounidense Lenny Kravitz. Fue lanzada en noviembre de 1999 como último sencillo de su quinto álbum titulado 5.
Gary Numan fue una influencia en el desarrollo de esta canción que contiene temas sociales como el aumento de la ciencia y la tecnología y el deterioro de las relaciones humanas. Se compone de «melodías memorables y armonías intrincadas».
El vídeo musical, dirigido por Samuel Bayer.

## Posicionamiento
| Listas (1999) | Posición |
| ------------- | -------- |
| Reino Unido   | 83       |
| Suiza         | 94       |